# Vronskiy (schip, 1978)
De Vronskiy, voorheen Wisteria, was een roroveerboot, die voer op trajecten tussen Almería in Spanje en Nador in Noord-Marokko. Sinds 2013 voer het onder de naam Vronskiy voor Trasmediterránea. Met dit schip werd eerder als de Prinses Beatrix tussen Hoek van Holland en Harwich gevaren.
Het schip moet niet worden verward met de Wisteria uit 1975 die ook gevaren heeft voor Transeuropa Ferries en Comarit/Comanav. Deze oude Wisteria was de voormalige Prinses Maria Esmaralda van de Regie voor Maritiem Transport en is in 2007 als Al Arabia voor sloop verkocht aan India.

## Geschiedenis
Het schip heeft gevaren voor diverse eigenaren/charteraars en op verschillende lijnen.

### Prinses Beatrix
De huidige Wisteria is van oorsprong een Nederlands schip. De Prinses Beatrix van de Stoomvaart Maatschappij Zeeland (SMZ) voer op de dienst tussen Hoek van Holland en Harwich in Engeland. Vanaf 1978  tot en met 1986 voer de Prinses Beatrix op deze lijn. In het laatste jaar dat ze op deze lijn voer, was dit onder de Franse vlag, ze was verkocht aan Brittany Ferries  en werd in 1986 vervangen door de  Koningin Beatrix.

### Duc de Normandy
Britanny Ferries kocht het schip in 1985 en charterde het schip tot halverwege 1986 aan de Stoomvaart maatschappij Zeeland  en voer vervolgens tussen Frankrijk en Engeland, totdat het in 2005 werd verkocht aan Transeuropa Shipping Lines en het schip Wisteria werd genoemd.

### Wisteria
Als Wisteria heeft het schip gevaren voor verschillende rederijen en op verschillende lijnen: voor Transeuropa Ferries voer het op de lijn Oostende - Ramsgate, voor FerriMaroc en Trasmediterránea wordt het schip ingezet vanuit Almería naar Nador. Tussen 2005 en 2010 is het schip twee keer gecharterd door FerriMaroc en twee keer door Acciona. Vanaf zomer 2010 voer het voor FerriMaroc. FerriMaroc was een zelfstandige Marokkaanse rederij, maar maakt tegenwoordig onderdeel uit van Acciona.

### Vronskiy
Het schip is in mei 2013 weer van naam veranderd naar Vronskiy. Door de ondergang van TEF per april 2013 is het eigendom van het schip overgegaan van Wisteria Hawthorn Shipping Co naar Nizhniy Shipping Ltd., welke het verhuurd heeft aan Trasmediterránea.
In maart 2020 is het schip uit de vaart gehaald en opgelegd te Motril.

### Damla
In 2021 is het schip voor de sloop verkocht naar Turkije. Voor de laatste reis werd het schip onder Belize vlag gebracht en herdoopt in Damla. Op 18 januari 2021 werd het schip op het strand van Aliağa gezet om gesloopt te worden. 

## Horeca en diensten
Op het schip waren een restaurant, een bar en een koffieshop. In de bar op het achterschip was er op het traject naar Marokko tevens de douane: hier kon de reiziger tijdens het varen de formaliteiten afhandelen.
Het voormalige casino dat in een hoek van ditzelfde café gevestigd was, werd een gebedsruimte.
Ook waren er een paar winkels: een winkel verkocht sieraden, parfum en andere cadeaus. De taxfreewinkel verkocht sigaretten, sigaren en alcohol.